# Таня Шелхорн
Таня Шелхорн (на латиница: Tania Schellhorn) е българска писателка и актриса, родена в град Брезово на 3 февруари 1951 г.

## Биография
През 1969 г. завършва гимназия в град Пловдив. Проявява интерес към театъра и играе като стажант-актриса в Драматичните театри в Русе и Ямбол.
През 1982 г. завършва ВИТИЗ „Кр. Сарафов“ – София със специалност Куклено актьорско майсторство в класа на проф. Атанас Илков.
От 1973 до 1986 г. работи в куклените театри в Ямбол, Габрово и Пловдив. От 1986 до 1994 г. е на турне в Швейцария със собствена куклена програма за възрастни. След 1994 г. живее постоянно в Швейцария.

## Творчество
Издава сборника с очерци „На подобното с подобно“ (2003) и автобиографичния роман „Дарина“ (2004) на български и немски език. Следват „Д-р Кристиан и неговата компания“ (2004) и „Най-дивната нощ“ (2007), които доразвиват сюжета в „Дарина“ и оформят трилогията, носеща редица черти, характерни за менипеята.
Автор на книга с пиеси за куклен театър „Вупер – котаракът супер“ (2005), на разкази, приказки, пътеписи, писма, публицистични статии.